# باربرا أوليفر هاجرمان
باربرا أوليفر هاجرمان هي مغنية ومُدرسة كندية، ولدت في 9 فبراير 1943 في Hartland, New Brunswick ‏ في كندا، وتوفيت في 6 أكتوبر 2016 في تشارلوت تاون في كندا.